# إبراهيم صبيحات
إبراهيم صبيحات (1970 -) هو مغني وفنان فلسطيني.

## حياته ونشأته
ولد إبراهيم صبيحات في مدينة نابلس، وعاش وترعرع في قرية الجلمة الواقعة شمال مدينة جنين، تلك القرية التي تميزت بحبها للفن والزجل، مما كان له الأثر الواضح في شخصية إبراهيم الفنية.
أنهى إبراهيم مرحلة الثانوية العامة في مدارس جنين عام 1987، تعلم العزف على آلة العود في قرية مجاوره، وكان ذلك حجر الأساس لانطلاقته الفنية.
التحق إبراهيم صبيحات بكلية الفنون في جامعة النجاح الوطنية في نابلس، لدراسة الموسيقى، وبدأ خلال تلك الفترة بتشكيل نواة لفرقة موسيقية تهتم بالأغاني الشعبية والتراثية مع أخيه عامر صبيحات، وتخرج إبراهيم من كلية الفنون عام 1995 بتقدير امتياز، وكانت الفرقة الموسيقية في تطور دائم.

## أعماله
سجل إبراهيم العديد من الألبومات، وصور العديد من الكليبات أهمها:

### الألبومات
أغاني من الإحساس، فوانيس، ألوان من حفلاتنا الشعبية، أهازيج من بلدي، فرحة عمر، مبروك ياعروس، ساق الله، ليلة فرح، طلة العرسان، شعبيات صبيحات، إلى وطني، زيانة عرس، طلعة العروس، مجموعة من الحفلات الحية، وكان ألبوم يا راعي الذي أنتجه عام 2013 من أهم ألبوماته التراثيه.

### الكليبات
طيور السما، البداوية، البنات، يوم النخوة (دويتو مع الفنان الأردني ’متعب الصقار’)، يا قدس يا عربية، تأخرنا عليك ياقدس، كليب الأسرى، كليب فلسطيني، كليب بدي أغني بإحساسي، كليب جايين، كليب اعلنا الوله، كليب صباح الخير يا فلسطين، كليب كل عام وأنتِ بخير يا فلسطين، وكليب رفرف يا علم فلسطين.
أكمل إبراهيم دراسة الماجستير بجامعة اليرموك، وتخرج منها عام 2008 بتقدير امتياز، ويُحضِّر حالياً للدكتوراه.

## المحافل والمهرجانات الدولية
مثَّل فلسطين في كثير من المحافل الدولية منها: مهرجان الأغنية الشعبية العربية في الأردن عام 2002 مع نخبة من الفنانين العرب.
إحياء حفل في بوخارست عاصمة رومانيا في حفل ذكرى انطلاق الثورة عام 2007.
إحياء العرس الفلسطيني في أبوظبي عام 2010 والتي نظمته الجالية الفلسطينية في دولة الإمارات.
حفلات ومهرجانات في الولايات المتحدة الإمريكية، نظمتها الجاليات الفلسطينية هناك منها:
حفلة شيكاغو 2010،حفلة سان فرانسيسكو، حفلة هيوستن، حفلة كولورادو، حفلة أوهايو، حفلة أوماها، حفلة نيويورك، حفلة نيوجيرسي، حفلة شيكاغو 2013.
مهرجان الأغنية الوطنية العربية في الأردن2008، إحياء العرس الجماعي الفلسطيني في نابلس في 21 نوفمبر 2010.

## الجوائز والأوسمة
حصل على العديد من الأوسمة والتكريمات أهمها:
تكريم من الفنان صباح فخري له في مهرجان الأغنية الوطنية في الأردن عام 2008، تكريم من رئيس جامعة النجاح الوطنية السيد رامي الحمد الله عام 2010، تكريم من الجاليات الفلسطينية في أمريكا، تكريم من الجالية الفلسطينية في رومانيا، تكريم من الجالية الفلسطينية في دولة الإمارات، تكريم من العديد من المؤسسات الفلسطينية في فلسطين، بقي أن نذكر أنَّ إبراهيم صبيحات يولي كل اهتمامه لفنه الأصيل النابع من الأرض العربية الفلسطينية والممزوج بهموم أبناء شعبه وتطلعاتهم، وفي صوته وعيونه بريق أمل الدولة الفلسطينية المستقلة.